# ناحیه دیویسون، میشیگان
ناحیه دیویسون (به انگلیسی: Davison Township) یک منطقهٔ مسکونی در ایالات متحده آمریکا است که در شهرستان جنسی، میشیگان واقع شده‌است.
 ناحیه دیویسون ۸۷٫۳ کیلومتر مربع مساحت و ۱۹٬۵۷۵ نفر جمعیت دارد و ۲۴۷ متر بالاتر از سطح دریا واقع شده‌است.